# ساوا آنتیچ
ساوا آنتیچ (انگلیسی: Sava Antić؛ ۱ مارس ۱۹۳۰ – ۲۶ ژوئیهٔ ۱۹۹۸) بازیکن و مربی فوتبال اهل یوگسلاوی بود.
از باشگاه‌هایی که در آن بازی کرده‌است می‌توان به باشگاه فوتبال ستاره سرخ بلگراد اشاره کرد.
وی همچنین در تیم ملی فوتبال یوگسلاوی بازی کرده‌است.
وی در مسابقات کشوری و بین‌المللی در مجموع برندهٔ ۱ مدال نقره شده‌است.